# Modellismo

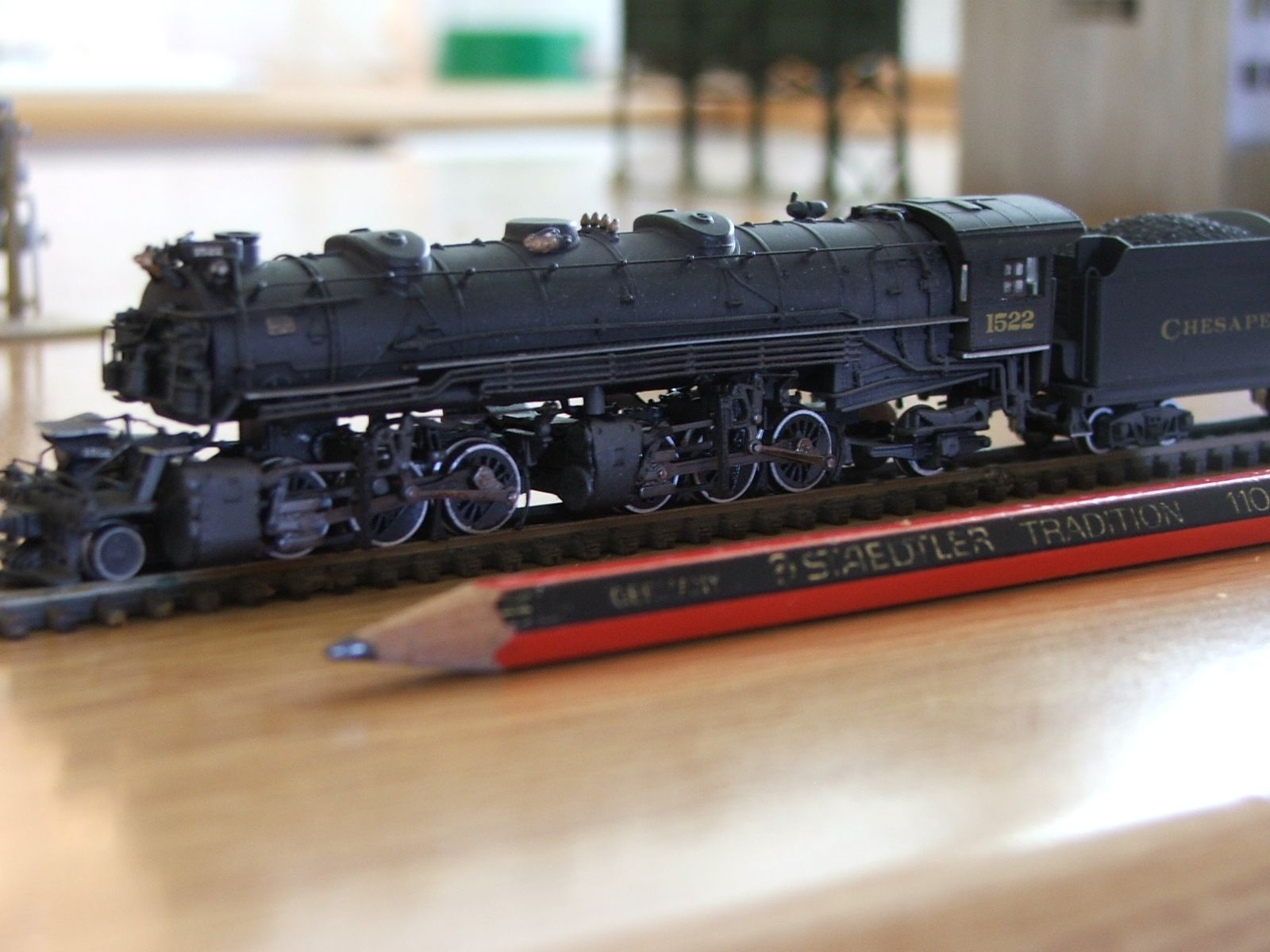
Riproduzione di una locomotiva Bachmann accostata a una matita, esempio di ferromodellismo.

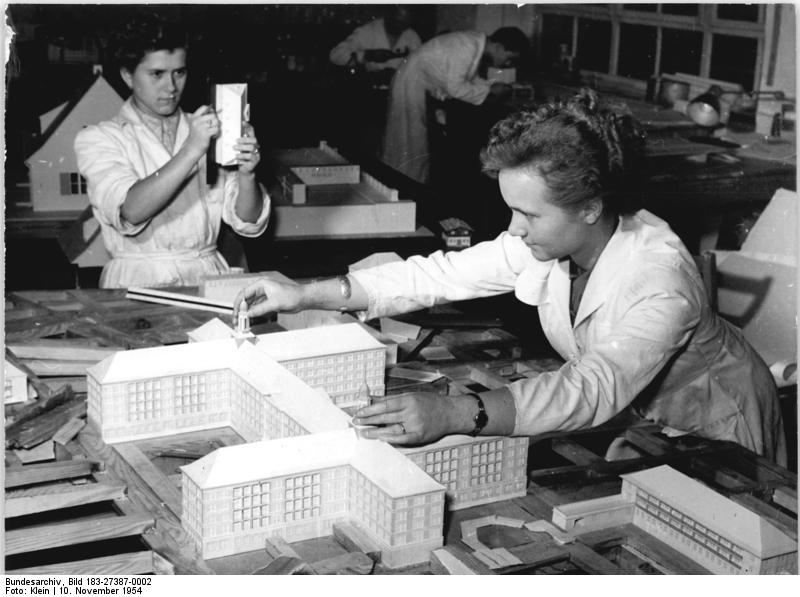
Modellismo architettonico.

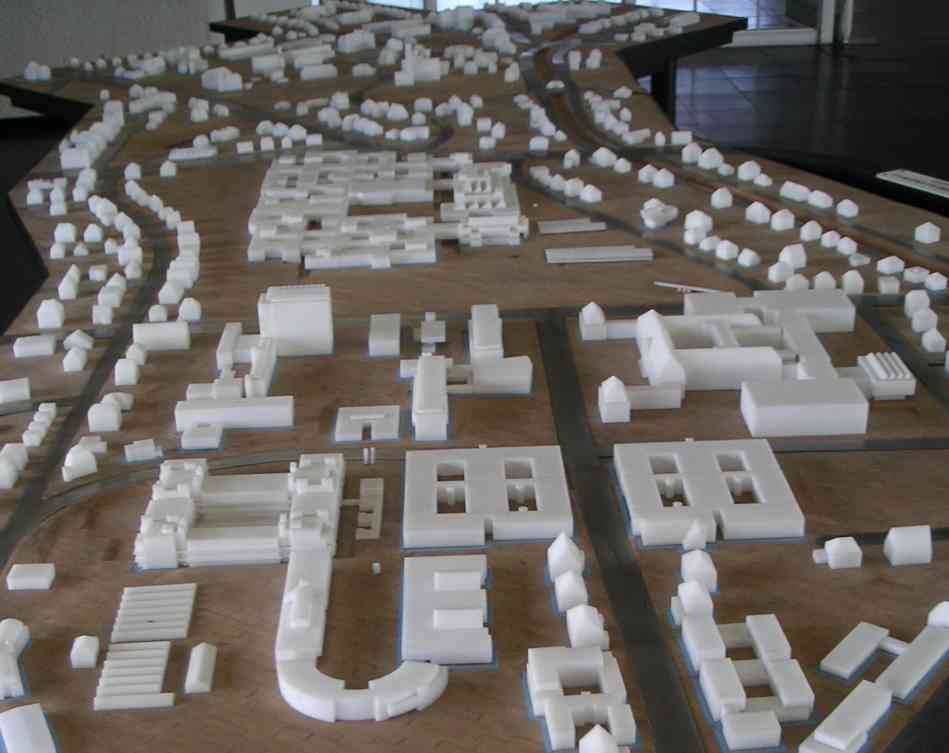
Modello in legno e polistirolo della FU Berlin.

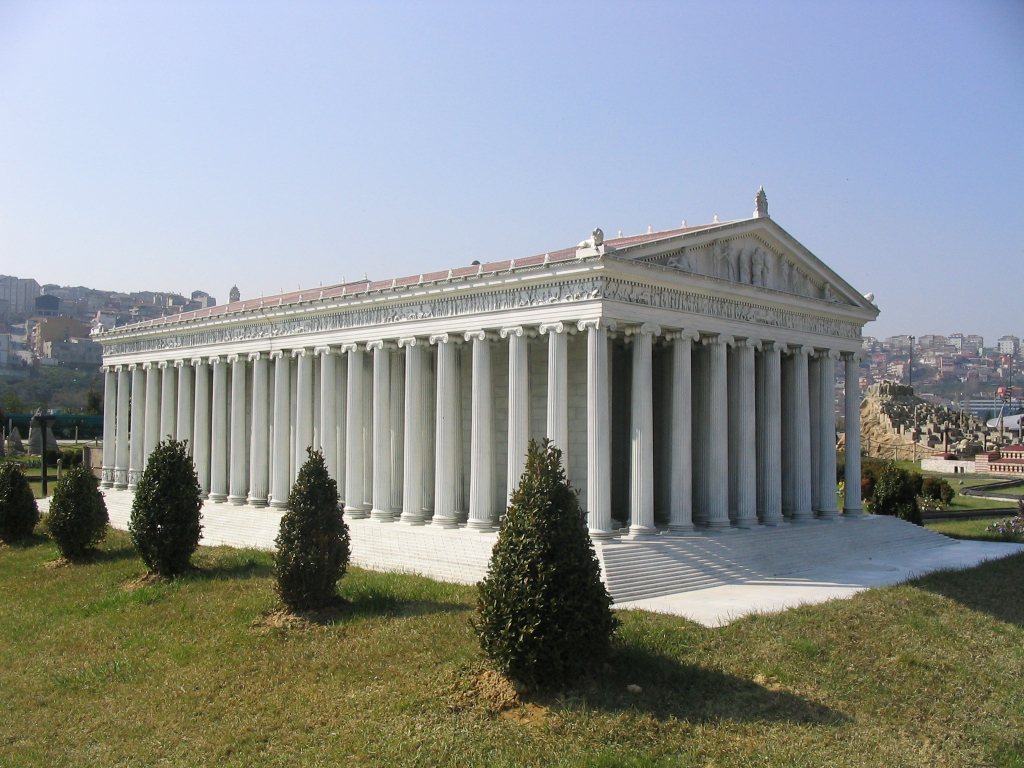
Il Tempio di Artemide (Efeso) in miniatura.

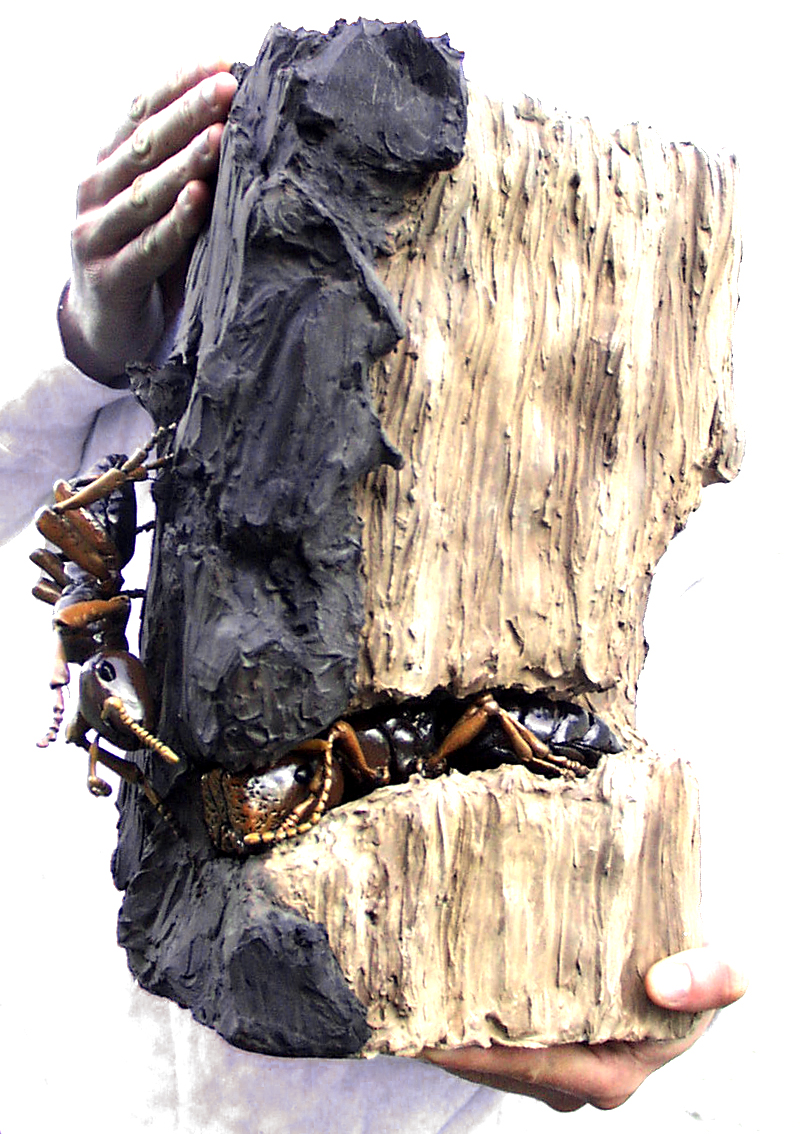
Modello di Camponotus truncatus nel nido all'interno di un tronco d'albero.

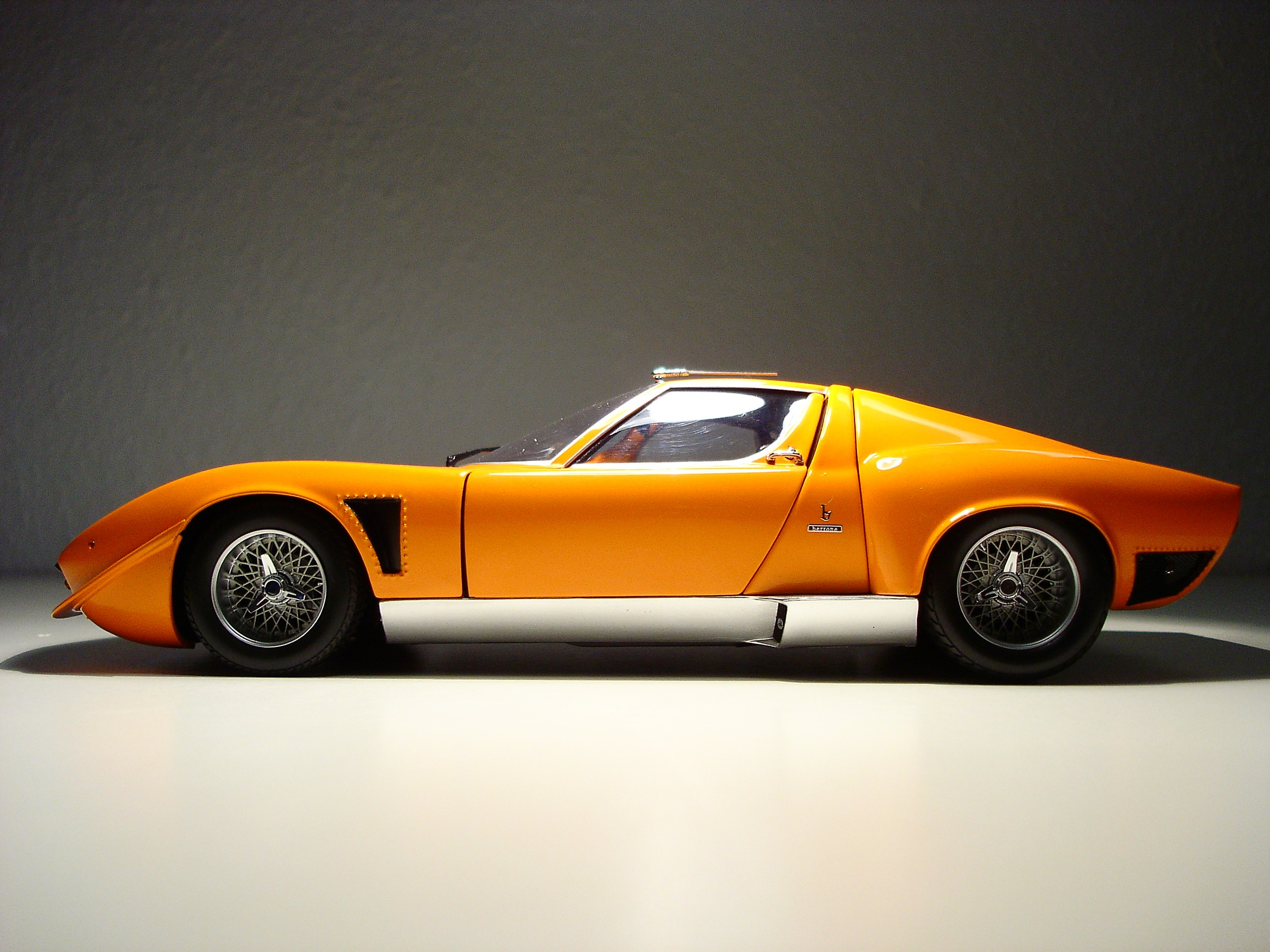
Modello di auto Lamborghini Jota in scala 1:18.

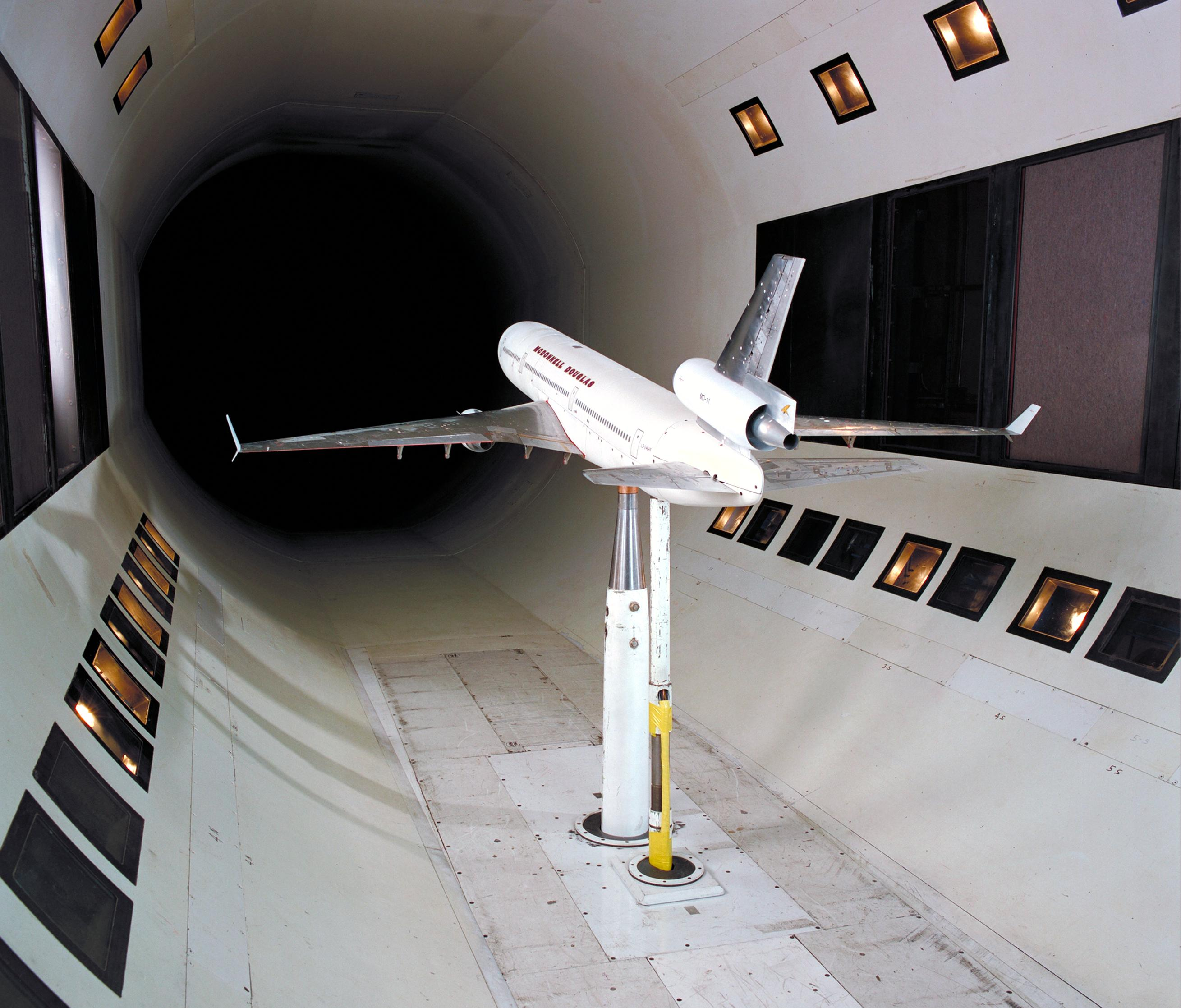
Modello di velivolo in galleria del vento.

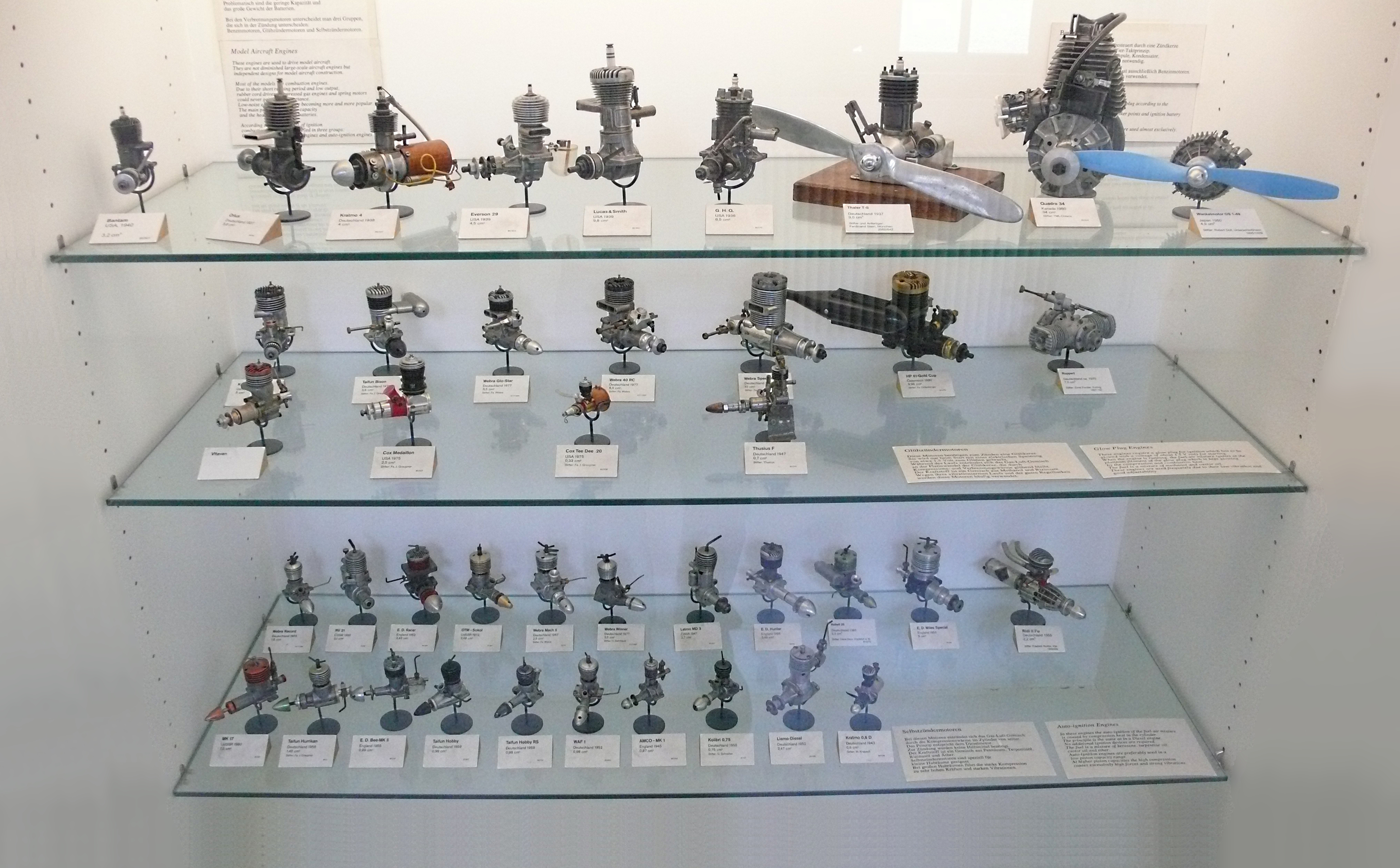
Motori per aeromodellismo.

Per modellismo si intende, in senso generale, un'attività artigianale che consiste nella creazione di modelli in scala, utilizzando varie tecniche, che avranno poi la funzione di fungere da "modello" per una produzione industriale o in ambito ludico come nel modellismo propriamente detto.
La figura del modellista artigiano sta oggi scomparendo, sostituita dalle macchine a controllo numerico alimentate dai dati sul pezzo da riprodurre derivanti da un CAD.
Il modellismo, in un'accezione comune, è anche un hobby che consiste nel costruire e, eventualmente, condurre (modellismo dinamico) riproduzioni in miniatura di macchine, persone o edifici. Trae le sue origini dall'abitudine di certi artigiani dei secoli scorsi, soprattutto mobilieri, di costruire esemplari in scala ridotta dei loro prodotti, per poterli far visionare al cliente (senza quindi prima realizzarli) prima di ricevere la commessa.

## Modellismo come prototipo

### Generale
Importante per la qualità del modello è la scala di rappresentazione. Con la scala si riconoscono le dimensioni del modello rispetto all'originale. Per la realizzazione di un modello si possono utilizzare i più svariati materiali, in funzione dell'uso del modello stesso e del costo.

### Fabbricazione
- Stereolitografia
- Selective laser sintering
- Multi Jet Modeling
- Pressofusione

## Modellismo come hobby
L'hobby del modellismo utilizza modelli statici o dinamici costruiti con materiali come plastica, cartone, carta, legno, vetroresina, alluminio, ottone, acciaio. Ad esempio automodellismo statico e dinamico, razzimodellismo, navimodellismo, aeromodellismo, ferromodellismo.

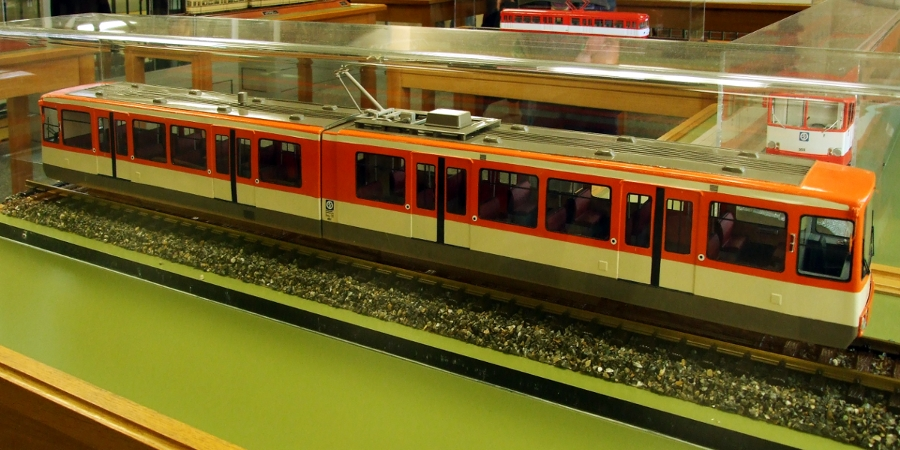
U-Bahntriebwagens.

Con l'uso di radiocomando si possono muovere, rendendo il modello dinamico.

### Categorie principali

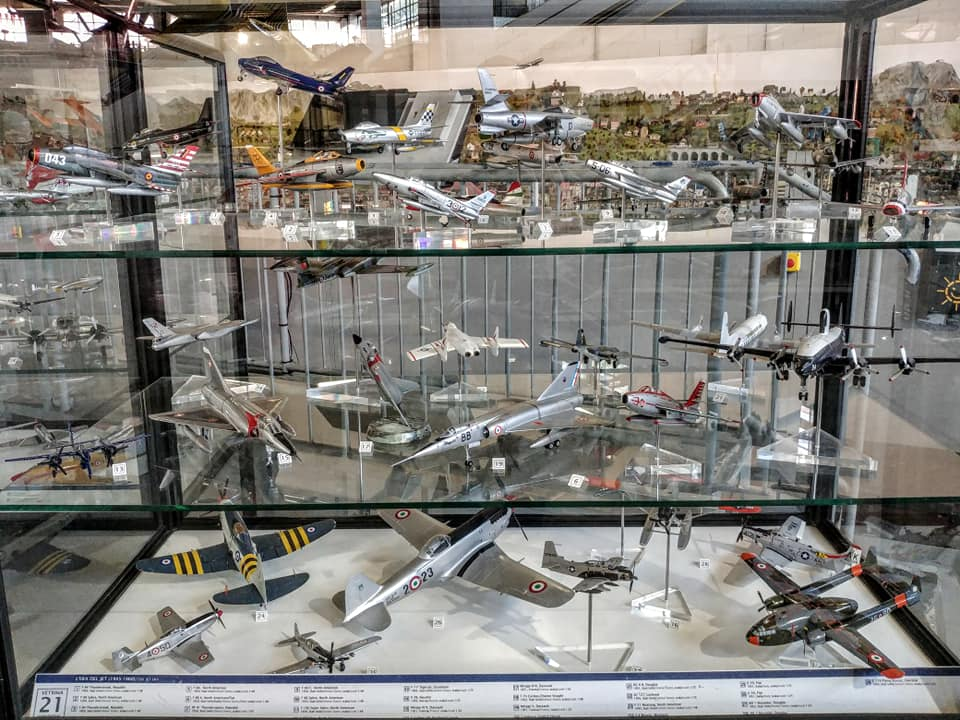
La Collezione di aeromodelli Piazzai esposta al Parco e Museo di Volandia

I principali filoni del modellismo hobbistico sono:
- Architetture
  - Edifici e costruzioni civili
  - Edifici e costruzioni militari
- Velivoli
  - Aeromodellismo statico
  - Aeromodellismo dinamico
    - Elimodellismo
    - Micromodellismo
- Razzimodellismo
  - Razzi ad acqua
- Navi
  - Modellismo navale statico
  - Modellismo navale dinamico
- Treni
  - Fermodellismo dinamico
  - Fermodellismo statico
- Veicoli
  - Modellismo automobilistico statico
  - Modellismo automobilistico dinamico
  - Modellismo motociclistico statico
  - Modellismo motociclistico dinamico
  - Modellismo Truck
  - Modellismo Tank
  - Modellismo mezzi da lavoro
  - Modellismo funiviario
- Diorami
  - Plastico
  - Case delle bambole
- Figurinismo
  - Action figure
  - Soldatini
  - Miniature
  - Personaggi famosi
  - Personaggi vari
- Altro
  - Modellismo Free Lance[1]

#### Agonismo
Con l'uso di radiocomandi il modello dinamico permette attività agonistica. Ad esempio il Modell Truck Trial, per i camion. Aeromodellismo dinamico con varie categorie. Navimodellismo con motoscafi da corsa, ad esempio come la ECO-IDC.

#### Fiere
- In Austria la Modellbau-Messe si presenta alla fine di ottobre alla Messe Wien.[2]
- La rappresentazione in miniatura di Istanbul, la più grande del mondo, nel quartiere Beyoğlu, su una superficie di 6 ettari (Miniatürk).

### Modellismo scientifico

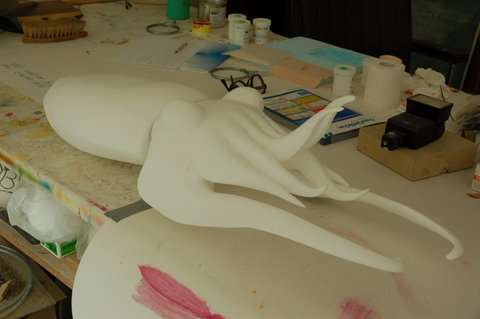
Modello di seppia.

Nei musei e nelle università il modellismo viene usato in ambito tecnico scientifico per la rappresentazione di realtà fisiche, in scala ridotta o maggiorata, con modelli statici o dinamici, funzionali. Un esempio sono le ricostruzioni di anatomia, umana e animale, in scala 1:1.
Anche nelle scuole viene praticato il modellismo nella creazione di prototipi che mettono in risalto i concetti fondamentali di elettronica, elettrotecnica e informatica